# Universitatea din Sheffield
Universitatea Sheffield (în engleză University of Sheffield) este principala instituție de învățământ superior din orașul Sheffield din Anglia.
Reputația Universității Sheffield ca centru  de prim rang atât în cercetare cât și în predare dăinuiește de mai bine de un secol. Fondată la sfârșitul secolului 19, universitatea și-a consolidat poziția ca una dintre instituțiile educaționale cele mai bune din Marea Britanie, lucru confirmat de mai multe studii și sondaje recente, printre care menționăm recenta ediție internațională a publicației Newsweek, conform căreia Universitatea Sheffield se situează pe locul 70 în Top 100 al universităților din întreaga lume în anul 2006.

## City College - filiala Universității Sheffield
City College a fost fondat în Salonic în anul 1989. În 1993 City a semnat un acord oficial  cu Universitatea conform căruia Colegiul își asumă responsabilitatea de a derula o parte din cursurile Sheffield, universitare cât și postuniversitare în Salonic. Standardele academice ridicate și stabilirea unei relații bazate pe încredere reciprocă a condus la recunoașterea oficială a Colegiului City ca instituție afiliată a Universității Sheffield în luna martie 1997. 
Astfel, Universitatea Sheffield a acordat pentru prima oară statutul de filială unei instituții academice din afara Marii Britanii. Colegiul este acreditat și recunoscut ca o instituție care oferă educație de prim rang de către Consiliul Britanic de Acreditare (British Accreditation Council - BAC).

### Oferta educațională
City College oferă 5 specializări universitare și 13 specializări post-universitare. 
Diplomele Bachelor, oferite după 3 ani de studiu, ca în sistemul european, pot fi dobândite în următoarele domenii: psihologie, management, marketing, finanțe, contabilitate și informatică.
Specializările post-universitare includ diplome de master în: psihologie și consiliere, finanțe și bănci, managementul resurselor umane, management, turism, marketing, publicitate și relații publice și Ingineria software și telecomunicații.